# José Joaquín Martínez
José Joaquín Martínez Valadez (Città del Messico, 22 febbraio 1987) è un ex calciatore messicano, di ruolo difensore.